# Łącznik drogowy
Łącznik drogowy – łącznik elektryczny stosowany w układach sterowania automatycznego. Jego przełączanie następuje w zależności od drogi, jaką pokona napędzany mechanizm. Może być umieszczony w obwodzie głównym lub sterującym silnika.
W układach napędowych, w zależności od pełnionej funkcji, łącznikiem drogowym może być np. wyłącznik krańcowy lub przełącznik piętrowy (w dźwigach).